# Harku (grad)
Harku (njem. Hark) je gradić u Estoniji, smješten u Finskom zaljevu.

## Zemljopis
Harku se nalazi na južnoj obali Finskog zaljeva, u sjevero-zapadnoj Estoniji.
Te blizu istoimenog jezera Harku s površinom 1,6 km².

## Vanjske poveznice
- Stranica općine Harku (na estonskom i engleskom)